# فاني بيغنيتسكي
فاني بيغنيتسكي (من مواليد 23 يناير 2000) هي لاعبة جمباز إيقاعي مجرية تأهلت لدورتين أولمبيتين، تنافست في حدث الجمباز الإيقاعي الفردي للسيدات ضمن دورة الألعاب الأولمبية الصيفية في 2020 في طوكيو، اليابان، حلت على المركز العشرين في تصفيات الجمباز الإيقاعي الشامل ولم تنجح في التأهل إلى النهائي و، تنافست في دورة الألعاب الأولمبية الصيفية 2024، تنافست في حدث الجمباز الإيقاعي الفردي للسيدات، جاءت في المركز الثاني عشر ولم تتمكن من التقدم إلى الجولة النهائية، وتعتبر هذه أفضل نتيجة للاعبة جمباز إيقاعي مجرية منذ دورة الألعاب الأولمبية الصيفية 1988.